# Terminalia phanerophlebia
Terminalia phanerophlebia är en tvåhjärtbladig växtart som beskrevs av Adolf Engler och Diels. Terminalia phanerophlebia ingår i släktet Terminalia och familjen Combretaceae. Inga underarter finns listade i Catalogue of Life.

## Bildgalleri

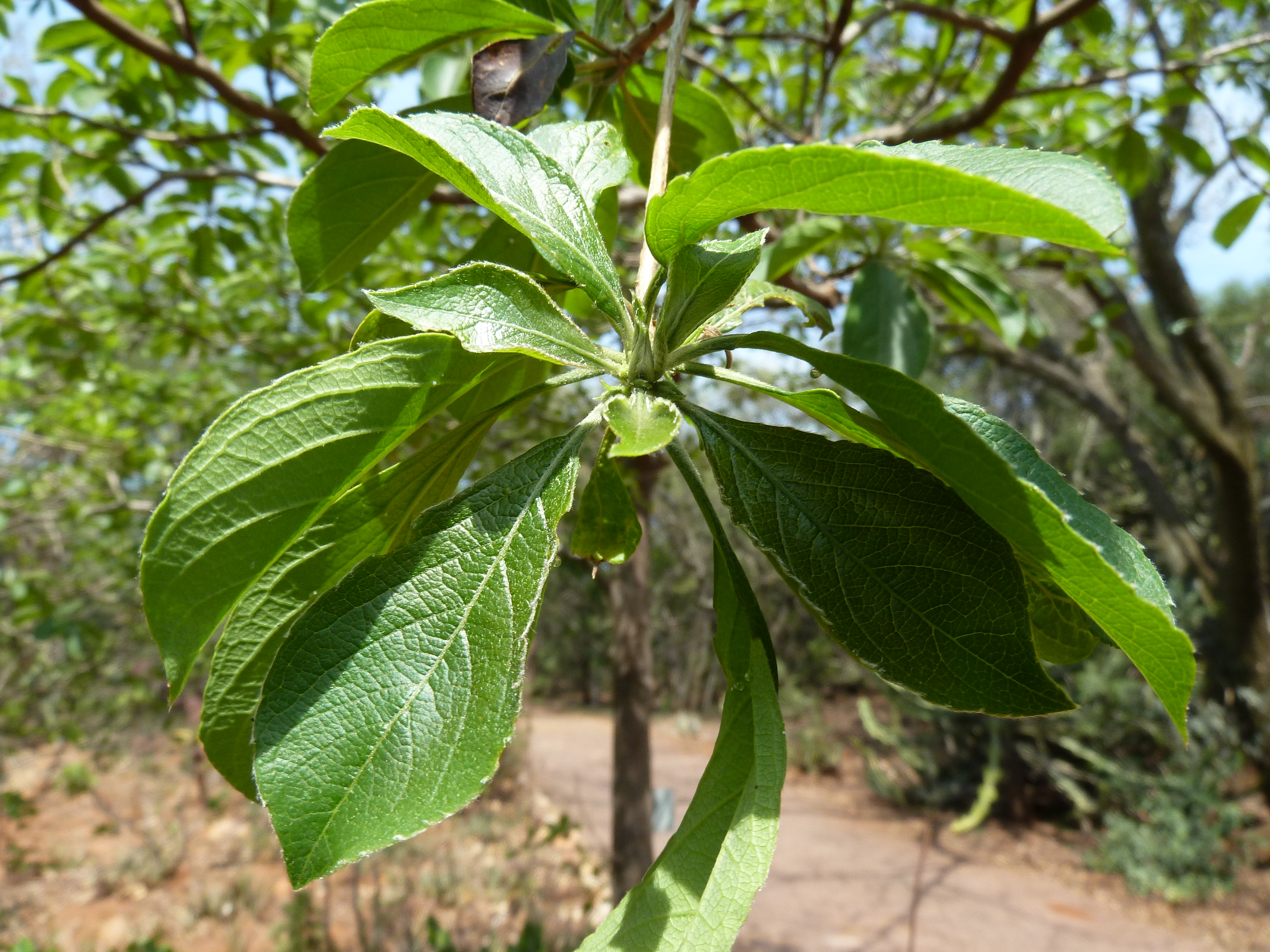
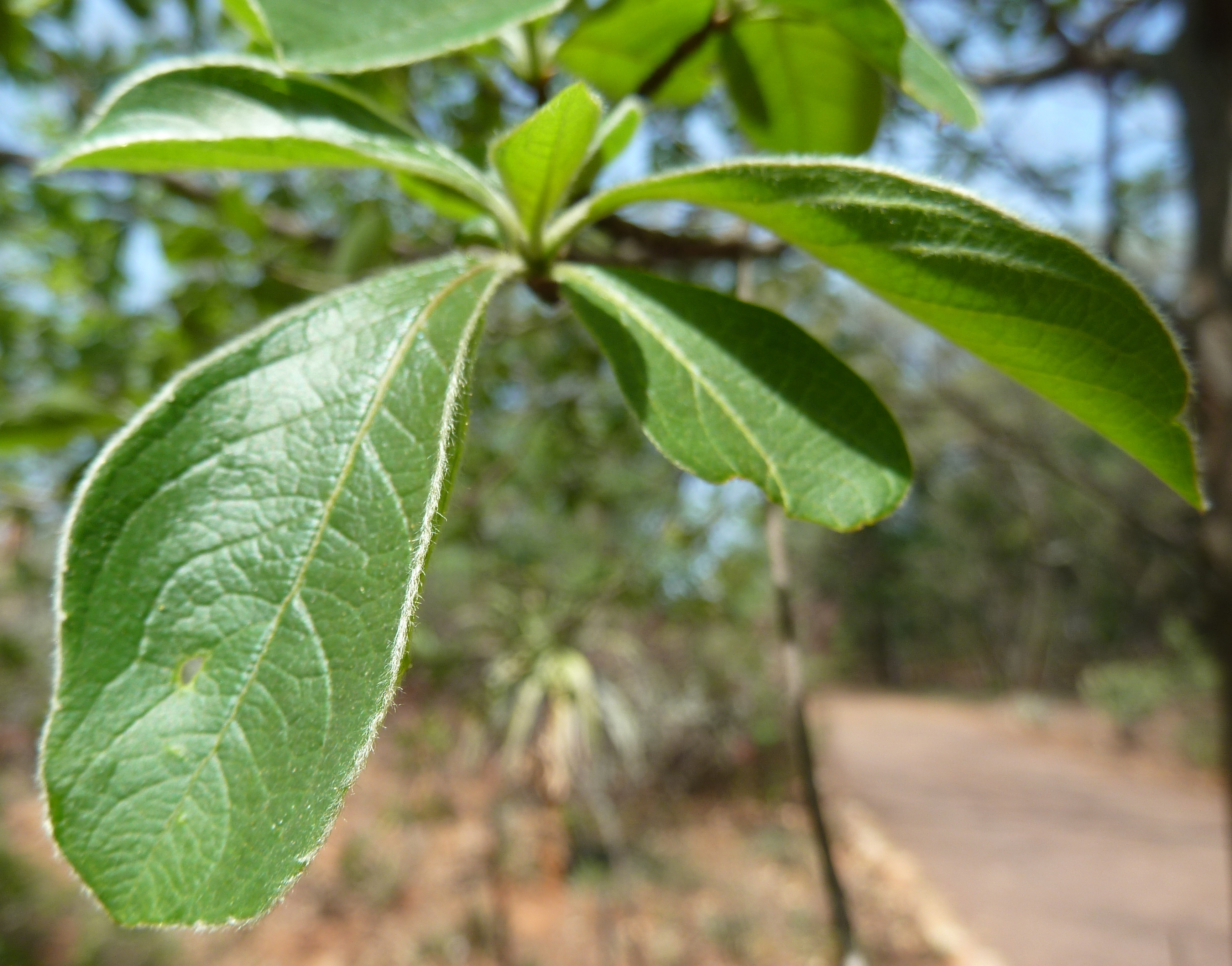